# 印度联合新闻社
印度联合新闻社（印地语：यूनीवार्ता，英语：United News of India，简写为UNI），为印度仅次于印度报业托拉斯的第二大通讯社，成立于1959年，1961年3月21日正式运作。使用英语、印地语和乌尔都语对外发送稿件和新闻。